# Cymbopteryx
Cymbopteryx is een geslacht van vlinders van de familie grasmotten (Crambidae), uit de onderfamilie Odontiinae.

## Soorten
- C. diffusa Munroe, 1974
- C. fuscimarginalis Munroe, 1961
- C. pseudobelialis Munroe, 1974
- C. unilinealis Barnes & McDunnough, 1918